# Köfels (Gemeinde Umhausen)
Köfels ist eine Ortschaft der Gemeinde Umhausen im Bezirk Imst in Tirol mit 44 Einwohnern (Stand 1. Jänner 2024).

## Geologie
Köfels liegt auf rund 1380 m ü. A. auf einem Hochplateau in den Ötztaler Alpen, das beim Köfler Bergsturz vor rund 9000 Jahren entstand, als südöstlich des heutigen Wenderkogels westlich von Köfels der Ostteil des wohl einiges höheren Berges ins Ötztal absackte. Dieses gewaltige Ereignis übertrifft mit 6 km Länge und über 2 km³ Volumen alle übrigen Bergstürze im Kristallin der Alpen um ein Mehrfaches; von der Masse her ist er fast so groß wie alle übrigen kristallinen Bergstürze der gesamten Alpen zusammengenommen (Bergstürze in den Kalkalpen und im Helvetikum sind hier also nicht berücksichtigt). Diesem Ereignis verdankt Köfels auch die Benennung des Köfelsit nach der Ortschaft.

## Kirche
1774 wurde in Köfels die Expositurkirche Köfels errichtet. Diese wurde 1911 und noch einmal 2019 restauriert.

## Wassermühle
Von der Erteilung der Wassernutzungsrechte im Jahr 1908 bis in den Zweiten Weltkrieg wurde in Köfels eine Mühle und später ein Sägewerk mit Wasserkraft betrieben. Von dem Bau zeugt heute nur noch das restaurierte und denkmalgeschützte Wasserrad.

## Ansichten

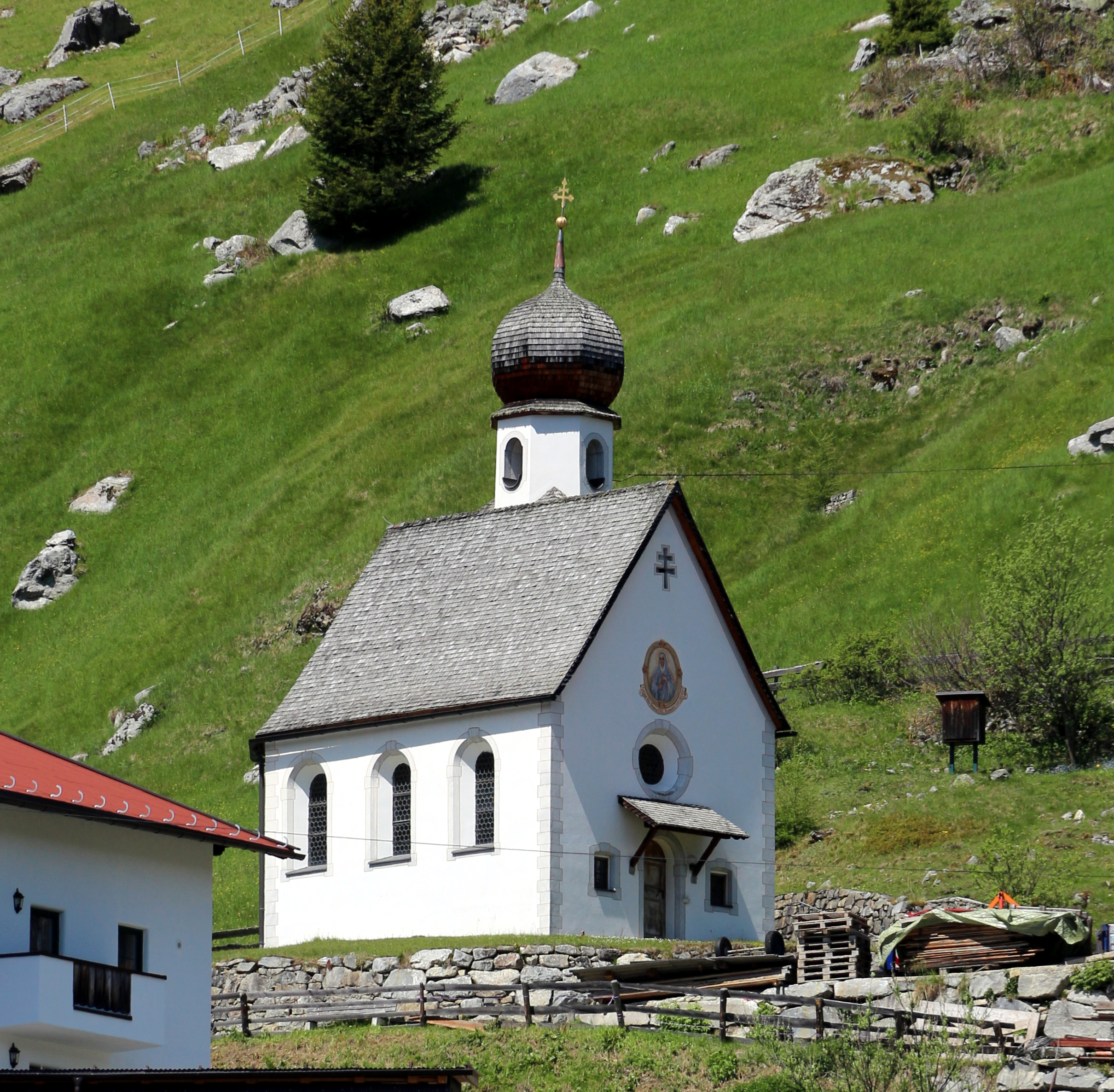
Expositurkirche Köfels
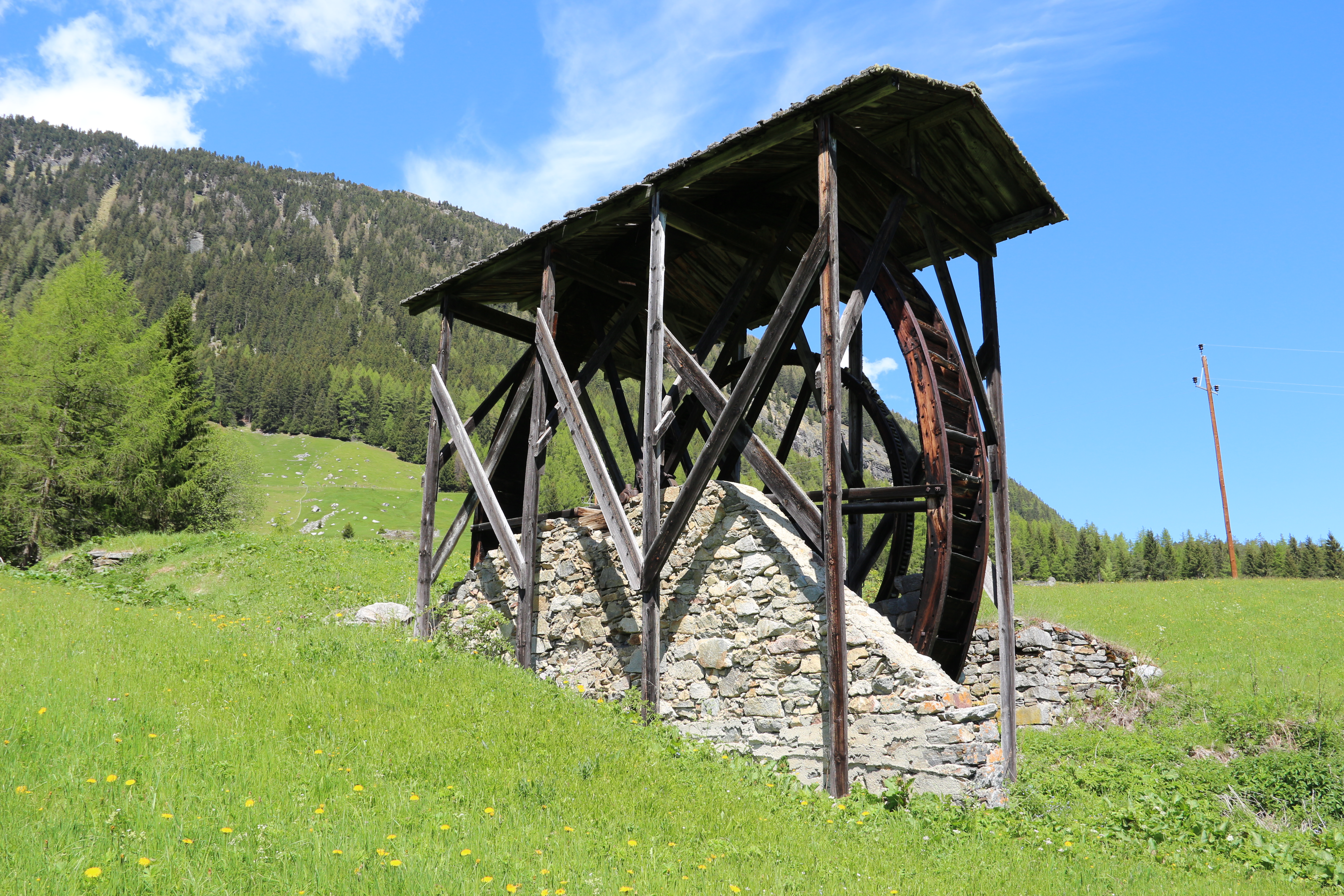
Wasserrad Köfels
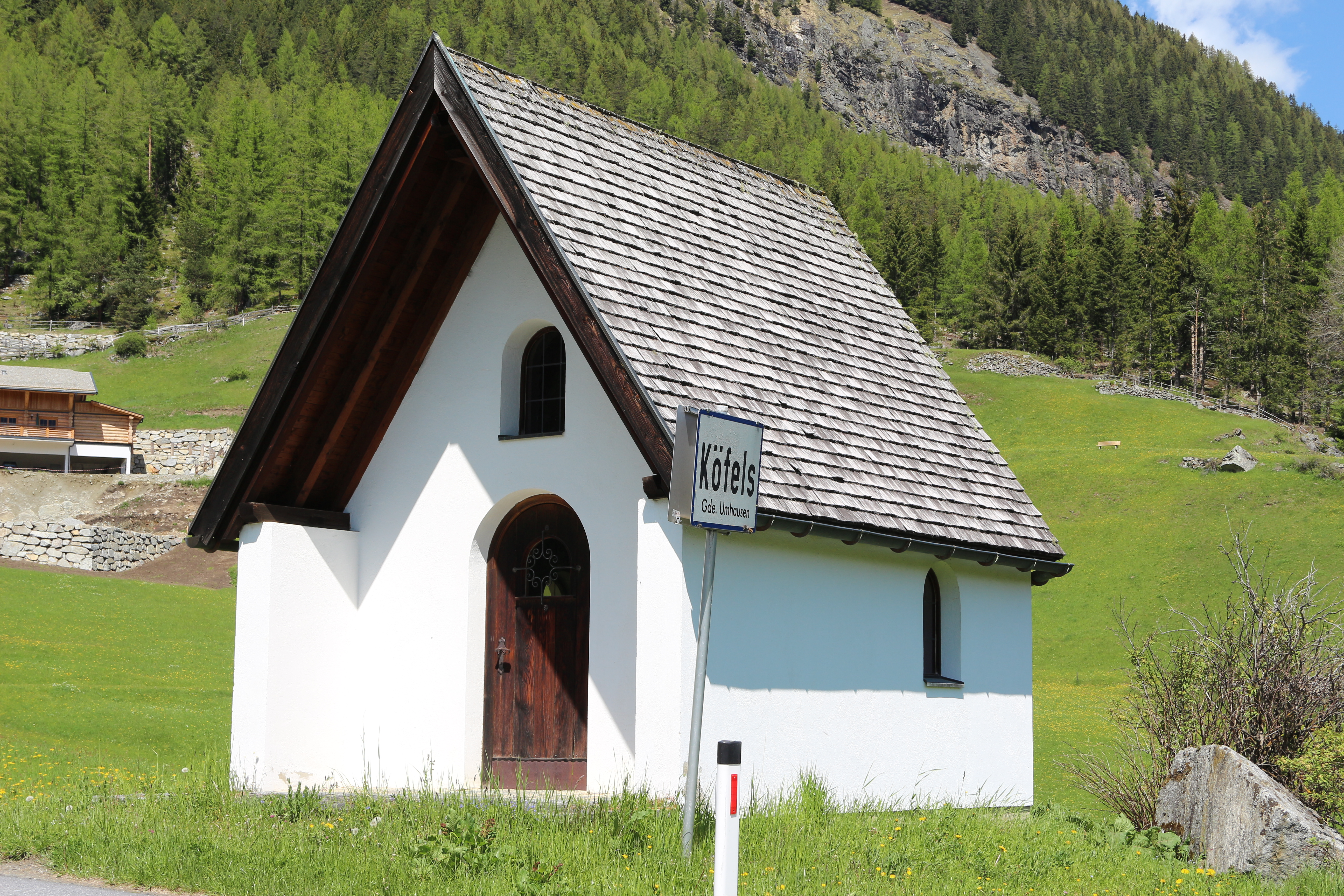
Flurkapelle Köfels
Blick von Niederthai-Bichl auf Köfels mit der Bergsturzmasse